# Parantica kangeana
Parantica kangeana är en fjärilsart som beskrevs av Talbot 1943. Parantica kangeana ingår i släktet Parantica och familjen praktfjärilar. Inga underarter finns listade i Catalogue of Life.